# Oziroe acaulis
Oziroe acaulis är en sparrisväxtart som först beskrevs av John Gilbert Baker, och fick sitt nu gällande namn av Franz Speta. Oziroe acaulis ingår i släktet Oziroe och familjen sparrisväxter. Inga underarter finns listade i Catalogue of Life.